# Fosilní palivo
Fosilní palivo nebo kaustobiolit je nerostná surovina obsahující uhlovodíky, jako je uhlí, ropa a zemní plyn, která vzniká přirozeně v zemské kůře ze zbytků odumřelých rostlin a živočichů a který se těží a spaluje jako palivo. Fosilní paliva se mohou spalovat za účelem získání tepla k přímému použití (například k vaření nebo vytápění), k pohonu motorů (například spalovacích motorů v motorových vozidlech) nebo k výrobě elektřiny. Některá fosilní paliva se před spálením rafinují na deriváty, jako je petrolej, benzín a propan. Fosilní paliva vznikají anaerobním rozkladem pohřbených odumřelých organismů, které obsahují organické molekuly vzniklé fotosyntézou. Přeměna těchto materiálů na fosilní paliva s vysokým obsahem uhlíku obvykle vyžaduje geologický proces trvající miliony let.
V roce 2019 pocházelo 84 % primární spotřeby energie na světě a 64 % elektřiny z fosilních paliv. Spalování fosilních paliv ve velkém měřítku způsobuje vážné škody na životním prostředí. Více než 80 % oxidu uhličitého (CO2), který vzniká v důsledku lidské činnosti (přibližně 35 miliard tun ročně), pochází z jejich spalování, zatímco 4 miliardy z obhospodařování půdy. Přirozené procesy na Zemi, většinou absorpce oceánem, dokáží odstranit jen malou část tohoto množství. Proto dochází k čistému nárůstu oxidu uhličitého v atmosféře o mnoho miliard tun ročně, přestože úniky methanu jsou značné,:s.52 spalování fosilních paliv je hlavním zdrojem emisí skleníkových plynů způsobujících globální oteplování a okyselování oceánů. Kromě toho je většina úmrtí v důsledku znečištění ovzduší připisována pevným částicím a škodlivým plynům uvolňovaným fosilními palivy. Předpokládá se, že způsobuje finanční zátěž, která spotřebovává více než 3 % celosvětového hrubého domácího produktu. Postupné vyřazení fosilních paliv by mohlo potenciálně zachránit miliony životů ročně.
Uvědomění si klimatické krize, znečištění a dalších negativních dopadů způsobených fosilními palivy vedlo k rozsáhlé změně politiky a aktivistickému hnutí zaměřenému na ukončení jejich využívání ve prospěch udržitelné energie. Protože je však průmysl fosilních paliv tak silně integrován do globální ekonomiky a je značně dotován, očekává se, že tento přechod bude mít značné ekonomické dopady. Mnoho zainteresovaných stran tvrdí, že tato změna musí být spravedlivým přechodem a vytvořit politiku, která bude řešit společenskou zátěž vytvořenou uvízlými aktivy průmyslu fosilních paliv.
Mezinárodní politika v podobě Cílů udržitelného rozvoje Organizace spojených národů v oblasti cenově dostupné a čisté energie a opatření v oblasti klimatu, jakož i Pařížské dohody o klimatu, má tento přechod na globální úrovni usnadnit. V roce 2021 dospěla Mezinárodní energetická agentura k závěru, že pokud se chce globální ekonomika a společnost vyhnout nejhorším dopadům změny klimatu a splnit mezinárodní cíle v oblasti zmírňování změny klimatu, nelze otevřít žádné nové projekty těžby fosilních paliv.

Vzhledem k tomu, že ropná pole se nacházejí pouze na určitých místech na Zemi, jsou ostatní země jsou závislé na kapacitách těžby ropy v těchto zemích.

## Původ
Teorii, že fosilní paliva vznikla ze zkamenělých zbytků odumřelých rostlin působením tepla a tlaku v zemské kůře po miliony let, poprvé představil Andreas Libavius ve své Alchemii [Alchymia] z roku 1597 a později Michail Lomonosov  asi již v roce 1757 a určitě v roce 1763. První použití termínu „fosilní palivo“ se objevuje v díle německého chemika Caspara Neumanna v anglickém překladu z roku 1759. Oxfordský slovník angličtiny uvádí, že ve spojení „fossil fuel“ přídavné jméno „fosilní“ znamená „Získaný vykopáním; nalezený zakopaný v zemi.", což pochází nejméně z roku 1652, než se anglické podstatné jméno „fossil“ začalo počátkem 18. století vztahovat především na dávno mrtvé organismy.
Vodní fytoplankton a zooplankton, který před miliony let odumřel a ve velkém množství sedimentoval v anoxických podmínkách, začal v důsledku anaerobního rozkladu tvořit ropu a zemní plyn. V průběhu geologického času se tato organická hmota smíchaná s bahnem pohřbila pod dalšími těžkými vrstvami anorganických sedimentů. Výsledná vysoká teplota a tlak způsobily, že se organická hmota chemicky změnila, nejprve na voskovitý materiál známý jako kerogen, který se vyskytuje v ropných břidlicích, a poté s větším teplem na kapalné a plynné uhlovodíky v procesu známém jako katageneze. Navzdory těmto tepelným přeměnám je energie uvolněná při spalování stále fotosyntetického původu.
Suchozemské rostliny měly tendenci tvořit uhlí a methan. Mnohá uhelná ložiska pocházejí z karbonského období historie Země. Suchozemské rostliny také tvoří kerogen typu III, který je zdrojem zemního plynu. Přestože fosilní paliva vznikají neustále přírodními procesy, jsou klasifikována jako neobnovitelné zdroje, protože jejich vznik trvá miliony let a známé životaschopné zásoby se vyčerpávají mnohem rychleji, než vznikají nové.

Čistý příjem světového ropného a plynárenského průmyslu dosáhl v roce 2022 rekordních 4 bilionů USD.

Po zotavení z pandemie covidu-19 se zisky energetických společností zvýšily díky vyšším příjmům z vyšších cen pohonných hmot v důsledku ruské invaze na Ukrajinu, klesajícímu zadlužení, daňovým odpisům projektů zastavených v Rusku a ústupu od dřívějších plánů na snížení emisí skleníkových plynů. Rekordní zisky vyvolaly veřejné výzvy k zavedení mimořádných daní.

## Význam
Fosilní paliva byla pro rozvoj lidstva důležitá, protože je lze snadno spalovat v otevřené atmosféře a vyrábět tak teplo. Rašelina se jako palivo v domácnostech používala již v dávné historii. Uhlí se spalovalo v některých raných pecích pro tavení kovové rudy, zatímco polotuhé uhlovodíky z ropných vývěrů se ve starověku také spalovaly, používaly se hlavně k hydroizolaci a balzamování.
Komerční využívání ropy začalo v 19. století.
Zemní plyn, kdysi spalovaný jako nepotřebný vedlejší produkt těžby ropy, je dnes považován za velmi cennou surovinu. Ložiska zemního plynu jsou také hlavním zdrojem helia.
Těžká ropa, která je mnohem viskóznější než běžná ropa, a ropné písky, kde se nachází bitumen smíchaný s pískem a jílem, začaly nabývat na významu jako zdroje fosilních paliv počátkem 20. století. ropné břidlice a podobné materiály jsou sedimentární horniny obsahující kerogen, složitou směs vysokomolekulárních organických sloučenin, z nichž se po zahřátí (pyrolýze) získává syntetická ropa. Po dalším zpracování je lze využít místo jiných zavedených fosilních paliv. V průběhu let 2010 a 2020 došlo k dezinvesticím z těžby těchto zdrojů kvůli jejich vysokým nákladům na uhlík v porovnání se snadněji zpracovatelnými zásobami.
Před druhou polovinou 18. století poskytovaly větrné a vodní mlýny energii potřebnou pro práci, jako je mletí mouky, řezání dřeva nebo čerpání vody, zatímco spalování dřeva nebo rašeliny zajišťovalo teplo pro domácnost. Široké využití fosilních paliv, nejprve uhlí a později ropy, v parních strojích umožnilo průmyslovou revoluci. Ve stejné době se začaly široce používat plynové lampy na zemní plyn nebo uhelný plyn. Vynález spalovacího motoru a jeho použití v automobilech a nákladních automobilech výrazně zvýšil poptávku po benzínu a naftě, které se vyrábějí z fosilních paliv. Fosilní paliva vyžadují i další druhy dopravy, železnice a letadla. Další významné využití fosilních paliv je při výrobě elektřiny a jako suroviny pro petrochemický průmysl. Dehet, který vzniká při těžbě ropy, se používá při stavbě silnic.
Energii pro zelenou revoluci poskytla fosilní paliva v podobě hnojiv (zemní plyn), pesticidů (ropa) a zavlažování poháněného uhlovodíky. Rozvoj syntetických dusíkatých hnojiv významně podpořil růst světové populace; odhaduje se, že téměř polovina obyvatel Země je v současnosti vyživována v důsledku používání syntetických dusíkatých hnojiv. Podle vedoucího agentury zabývající se cenami komodit hnojiv „50 % světových potravin závisí na hnojivech“.

Projekt Global Carbon Project ukazuje, že přírůstky CO_{2} od roku 1880 byly způsobeny různými zdroji, které se zvyšovaly jeden po druhém.

Rekonstrukce globální povrchové teploty za posledních 2000 let pomocí proxy dat z letokruhů stromů, korálů a ledových jader modře. Přímo pozorované údaje jsou červeně, přičemž všechna data ukazují pětiletý klouzavý průměr.

## Vliv na životní prostředí
Spalování fosilních paliv má řadu negativních externalit – škodlivých dopadů na životní prostředí, jejichž účinky přesahují rámec lidí, kteří palivo používají. Konkrétní dopady závisí na konkrétním palivu. Při spalování všech fosilních paliv se uvolňuje CO2, což urychluje změnu klimatu. Spalování uhlí a v menší míře i ropy a jejích derivátů přispívá ke vzniku pevných částic v atmosféře, smogu a kyselých dešťů.
Změna klimatu je z velké části způsobena uvolňováním skleníkových plynů, jako je CO2, přičemž hlavním zdrojem těchto emisí je spalování fosilních paliv. Ve většině částí světa má změna klimatu negativní dopad na ekosystémy[46], což mimo jiné přispívá k vymírání druhů a snižuje schopnost lidí produkovat potraviny, čímž přispívá k problému hladu ve světě. Pokračující zvyšování globálních teplot povede k dalším nepříznivým dopadům na ekosystémy i lidi, přičemž Světová zdravotnická organizace uvedla, že změna klimatu je největší hrozbou pro lidské zdraví v 21. století.
Spalováním fosilních paliv vznikají kyseliny sírová a dusičná, které padají na Zemi v podobě kyselých dešťů a ovlivňují přírodní oblasti i zastavěné území. Zvláště zranitelné jsou památky a sochy z mramoru a vápence, protože kyseliny rozpouštějí uhličitan vápenatý.
Fosilní paliva obsahují také radioaktivní materiály, zejména uran a thorium, které se uvolňují do atmosféry. V roce 2000 se při spalování uhlí na celém světě uvolnilo asi 12 000 tun thoria a 5 000 tun uranu. Odhaduje se, že během roku 1982 se při spalování uhlí v USA uvolnilo do atmosféry 155krát více radioaktivity než při havárii na Three Mile Island.
Kromě vlivů, které vznikají při spalování, má na životní prostředí vliv také těžba, zpracování a distribuce fosilních paliv. Metody těžby uhlí, zejména odstraňování nadloží a povrchová těžba, mají negativní dopady na životní prostředí a těžba ropy na moři představuje nebezpečí pro vodní organismy. Vrty na fosilní paliva mohou přispívat k uvolňování metanu prostřednictvím fugitivních emisí plynu. Negativní dopady na životní prostředí, včetně znečištění ovzduší a vody, mají také ropné rafinerie. Uhlí se někdy přepravuje lokomotivami poháněnými naftou, zatímco ropa se obvykle přepravuje tankery, což vyžaduje spalování dalších fosilních paliv.
Proti negativním účinkům fosilních paliv vznikla řada snah o jejich zmírnění. Patří k nim hnutí za využívání alternativních zdrojů energie, například obnovitelných zdrojů energie. Regulace v oblasti životního prostředí využívá různé přístupy k omezení těchto emisí; například pravidla proti vypouštění odpadních produktů, jako je popílek, do atmosféry.
V prosinci 2020 vydala Organizace spojených národů zprávu, v níž se uvádí, že navzdory potřebě snižovat emise skleníkových plynů různé vlády „zdvojnásobují“ fosilní paliva a v některých případech přesměrovávají více než 50 % finančních prostředků na stimulaci obnovy po covidu-19 do výroby fosilních paliv namísto do alternativních zdrojů energie. Generální tajemník OSN António Guterres prohlásil, že „lidstvo vede válku proti přírodě. Je to sebevražedné. Příroda vždy vrací úder – a už to dělá s rostoucí silou a zuřivostí.“ Guterres však také uvedl, že stále existuje důvod k naději, a předjímal plán Joea Bidena, aby se USA připojily k dalším velkým producentům emisí, jako je Čína a EU, a přijaly cíle k dosažení čistých nulových emisí do roku 2050.

## Nemoci a úmrtí
Znečištění životního prostředí fosilními palivy má dopad na člověka, protože pevné částice a další znečištění ovzduší ze spalování fosilních paliv způsobují při vdechování nemoci a úmrtí. Tyto zdravotní účinky zahrnují předčasná úmrtí, akutní respirační onemocnění, zhoršení astmatu, chronickou bronchitidu a snížení funkce plic. Více ohroženi jsou chudí, podvyživení, velmi mladí a velmi staří lidé a lidé s již existujícími respiračními chorobami a jinými zdravotními potížemi. celosvětově se počet úmrtí v důsledku znečištění ovzduší fosilními palivy odhaduje na více než 8 milionů lidí (2018, téměř 1 z 5 úmrtí na světě) a na 10,2 milionu (2019).

Ačkoli všechny zdroje energie mají ze své podstaty nepříznivé účinky, údaje ukazují, že fosilní paliva způsobují nejvyšší úroveň emisí skleníkových plynů a jsou pro lidské zdraví nejnebezpečnější. Naproti tomu moderní obnovitelné zdroje energie se zdají být pro lidské zdraví bezpečnější a čistší. Úmrtnost v důsledku nehod a znečištění ovzduší v EU je v přepočtu na terawatthodinu následující: uhlí (24,6 úmrtí), ropa (18,4 úmrtí), zemní plyn (2,8 úmrtí), biomasa (4,6 úmrtí), vodní energie (0,02 úmrtí), jaderná energie (0,07 úmrtí), větrná energie (0,04 úmrtí) a solární energie (0,02 úmrtí). Emise skleníkových plynů z jednotlivých zdrojů energie jsou následující, měřeno v tunách: uhlí (820 tun), ropa (720 tun), zemní plyn (490 tun), biomasa (78-230 tun), vodní energie (34 tun), jaderná energie (3 tuny), větrná energie (4 tuny) a solární energie (5 tun). Jak vyplývá z údajů, uhlí, ropa, zemní plyn a biomasa způsobují vyšší úmrtnost a vyšší úroveň emisí skleníkových plynů než vodní energie, jaderná energie, větrná energie a solární energie. Vědci navrhují, že nahrazením fosilních zdrojů energie jadernou energií by bylo zachráněno 1,8 milionu životů.

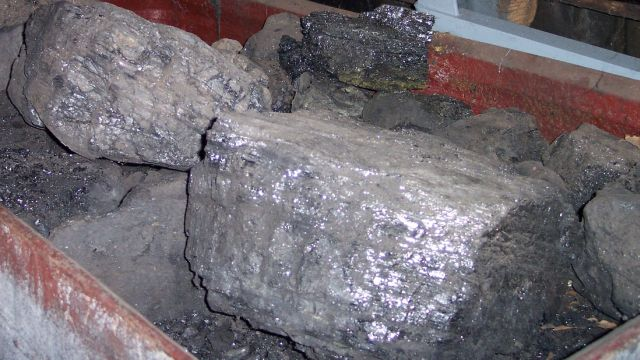
Černé uhlí

## Ukončování využívání fosilních paliv
Ukončování využívání fosilních paliv je postupné snižování využívání a výroby fosilních paliv až na nulu s cílem snížit počet úmrtí a nemocí způsobených znečištěním ovzduší, omezit změnu klimatu a posílit energetickou nezávislost. Je součástí probíhajícího přechodu na obnovitelné zdroje energie, kterému však brání dotace na fosilní paliva.

Agentura Bloomberg NEF uvedla, že v roce 2022 se globální investice do energetické transformace poprvé vyrovnají investicím do fosilních paliv.

### Spravedlivá transformace
Spravedlivá transfromace je rámec vyvinutý odborovým hnutím, který zahrnuje řadu sociálních zásahů potřebných k zajištění práv a živobytí pracovníků při přechodu ekonomik na udržitelnou výrobu, především v boji proti změně klimatu a ochraně biologické rozmanitosti. V Evropě chtějí zastánci spravedlivého přechodu sjednotit sociální a klimatickou spravedlnost, například pro pracovníky v rozvojových regionech závislých na uhlí, kteří nemají dostatek pracovních příležitostí mimo oblast uhlí.

Od roku 2021 se od fosilního průmyslu odpoutalo 1 300 institucí, které disponují 14,6 biliony dolarů.

### Zřeknutí se fosilních paliv
Zřeknutí se fosilních paliv nebo zřeknutí se fosilních paliv a investice do klimatických řešení je pokus o snížení změny klimatu prostřednictvím sociálního, politického a ekonomického tlaku na institucionální zřeknutí se aktiv včetně akcií, dluhopisů a dalších finančních nástrojů spojených se společnostmi, které se podílejí na těžbě fosilních paliv. V roce 2011 se na univerzitních kampusech ve Spojených státech objevily kampaně za odprodej akcií z fosilních paliv, v nichž studenti naléhali na správní orgány univerzit, aby přeměnily investice nadačního jmění v odvětví fosilních paliv na investice do čisté energie a komunit, které jsou nejvíce postiženy změnou klimatu. V roce 2012 se Unity College ve státě Maine stala první vysokoškolskou institucí, která odprodala[65] své nadační jmění z fosilních paliv.
Do roku 2015 byl divestice fosilních paliv údajně nejrychleji rostoucím divestičním hnutím v historii, k červenci 2023 zahájilo nebo se zavázalo k nějaké formě divestice fosilních paliv více než 1593 institucí s aktivy v celkové hodnotě přes 40,5 bilionu dolarů po celém světě.

## Průmyslový sektor
V roce 2019 byla společnost Saudi Aramco uvedena na burzu a hned druhý den obchodování dosáhla hodnoty 2 bilionů USD po největší primární nabídce akcií na světě.

Dotace na fosilní paliva na obyvatele, 2019. Dotace na fosilní paliva před zdaněním na obyvatele jsou měřeny ve stálých amerických dolarech.

### Dotace
Dotace na fosilní paliva mohou mít různorodou podobu. Může jít o daňové úlevy na spotřebu, jako je nižší daň z prodeje zemního plynu pro vytápění domácností, nebo o dotace na těžbu, jako jsou daňové úlevy na průzkum ložisek ropy. Nebo se může jednat o bezplatné nebo levné negativní externality; například znečištění ovzduší nebo změny klimatu způsobené spalováním benzínu, nafty a leteckého paliva. Některé dotace na fosilní paliva jsou prostřednictvím výroby elektřiny, například dotace pro uhelné elektrárny.
Odstranění dotací na fosilní paliva by snížilo zdravotní rizika plynoucí ze znečištění ovzduší a výrazně by snížilo globální emise uhlíku, čímž by pomohlo omezit změnu klimatu. Od roku 2021 političtí výzkumníci odhadují, že na dotace na fosilní paliva se vynakládá podstatně více peněz než na dotace do zemědělství, které jsou škodlivé pro životní prostředí, nebo na dotace do vodohospodářství, které jsou škodlivé pro životní prostředí.
Mezinárodní energetická agentura uvádí, že „vysoké ceny fosilních paliv nejvíce dopadají na chudé, ale dotace jsou zřídkakdy dobře cílené, aby chránily zranitelné skupiny, a mají tendenci přinášet prospěch lépe situovaným vrstvám obyvatelstva“.
Přestože se země G20 zavázaly postupně ukončit neefektivní dotace fosilních paliv, od roku 2023 pokračují kvůli poptávce voličů nebo kvůli energetické bezpečnosti. Globální dotace spotřeby fosilních paliv v roce 2022 byly odhadnuty na jeden bilion dolarů; ačkoli se každý rok liší v závislosti na cenách ropy, trvale se pohybují ve stovkách miliard dolarů.

### Lobbistické aktivity
Lobby fosilního průmyslu zahrnuje placené zástupce korporací zapojených do průmyslu fosilních paliv (ropa, plyn, uhlí) a také do souvisejících průmyslových odvětví, jako je chemický průmysl, výroba plastů, letectví a další doprava. Vzhledem ke svému bohatství a významu energetického, dopravního a chemického průmyslu pro místní, národní a mezinárodní ekonomiky mají tyto lobby kapacitu a peníze, aby se pokusily mít nadstandardní vliv na vládní politiku. Zejména je známo, že tyto lobby brání politice související s ochranou životního prostředí, zdravím obyvatel a opatřeními v oblasti klimatu.
Lobby jsou aktivní ve většině ekonomik s demokratickým řízením, které jsou náročné na fosilní paliva, přičemž zprávy o lobby jsou nejvýznamnější v Kanadě, Austrálii, Spojených státech a Evropě, nicméně lobby jsou přítomny v mnoha částech světa. Velké ropné společnosti, jako jsou ExxonMobil, Shell, BP, TotalEnergies, Chevron Corporation a ConocoPhillips, patří k největším korporacím spojeným s fosilní lobby. Americký ropný institut je mocným průmyslovým lobbistou velkých ropných společností s významným vlivem ve Washingtonu, D.C.
V roce 2022 deník Guardian kritizoval přítomnost velkých fosilních společností na globálních fórech pro rozhodování, jako je Mezivládní panel pro změnu klimatu, jednání o Pařížské klimatické dohodě, Plastic a další mezinárodní fóra. Lobby je známá tím, že využívá mezinárodních krizí, jako je pandemie covidu-19 nebo ruská invaze na Ukrajinu v roce 2022, aby se pokusila zrušit stávající regulace nebo ospravedlnit nový rozvoj fosilních paliv.

## Odkazy

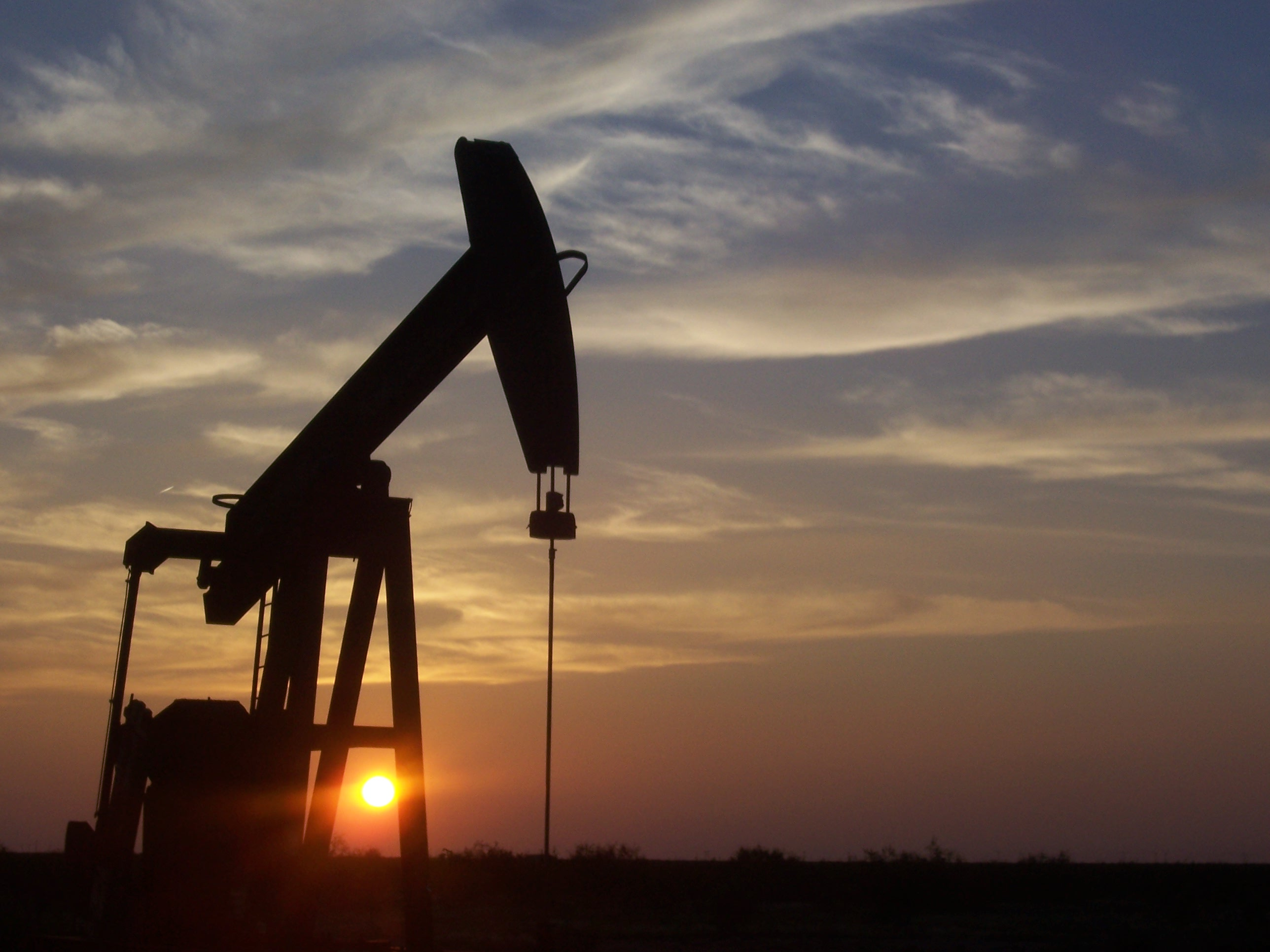
Dobývání ropy